# De bossen van Vlaanderen

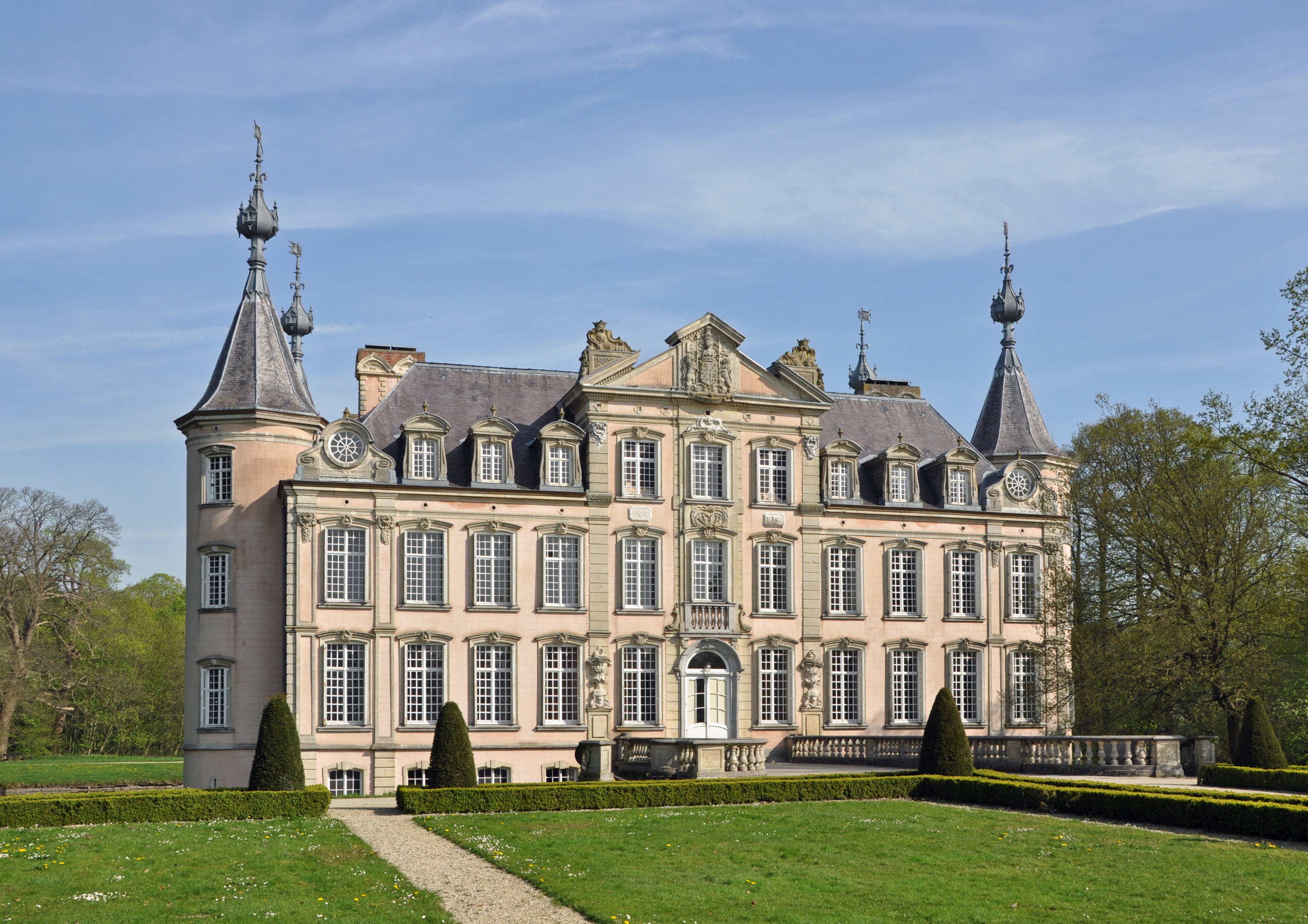
Het Kasteel van Poeke en omgeving dienden als decor voor de serie.

De bossen van Vlaanderen is een zesdelige miniserie van de toenmalige BRT (nu VRT) en werd uitgezonden in 1991. Ter ere van het 50-jarige bestaan van de Belgisch televisie werd de miniserie uitgegeven op dvd in de reeks 'VRT-klassiekers'.
De miniserie is gebaseerd op de waargebeurde moorden van Beernem, die plaatsvonden tijdens de Eerste Wereldoorlog en het Interbellum. De epiloog speelt zich af tijdens de Tweede Wereldoorlog. Het scenario is naar de hand van Rudy Geldhof, die ook het scenario schreef van Klein Londen, Klein Berlijn uit 1988.

## Rolverdeling
| Acteur                 | Personage                                                         |
| ---------------------- | ----------------------------------------------------------------- |
| Jo De Meyere           | Constant Reynaert                                                 |
| Frank Aendenboom       | ridder Joseph de Bellicourt, burgemeester van Houtegem en senator |
| Ugo Prinsen            | Baron Henri de Halleux                                            |
| Ingrid De Vos          | Barones Marie-Ange de Halleux                                     |
| Dora van der Groen     | Gravin Ruysseveldt                                                |
| Piet Balfoort          | Baron de Castille                                                 |
| Luc Springuel          | Benoît de Nerval                                                  |
| Hans Royaards          | Hilaire Priem                                                     |
| Guy Van Sande          | Cesar Priem                                                       |
| Arnold Willems         | Vader van Alberic Priem                                           |
| Johan Van Lierde       | Albert Ceuppens                                                   |
| Marijke Pinoy          | Martha Ceuppens                                                   |
| Martine Jonckheere     | Clara Priem                                                       |
| Karel Deruwe           | Valère Blanckaert                                                 |
| Carmen Jonckheere      | Flora Blanckaert                                                  |
| Carry Goossens         | René Dedoncker                                                    |
| Doris Van Caneghem     | Anna Scherpereel                                                  |
| Bob De Moor            | Gentiel "Sassen" Smessaert                                        |
| Erna Palsterman        | Echtgenote van Gentiel Smessaert                                  |
| Jakob Beks             | Meester Viaene, advocaat van Cesar Priem                          |
| Lucas Van den Eynde    | Eugène Mertens                                                    |
| Ludo Busschots         | Meester Beckers, advocaat van de moeder van Eugene Mertens        |
| Veerle Wijffels        | Moeder van Eugène Mertens                                         |
| Veerle Eyckermans      | Agnes Mertens                                                     |
| Peggy Schepens         | Maria Mertens                                                     |
| Martin Van Zundert     | Voorzitter gerechtshof                                            |
| Nolle Versyp           | Openbare aanklager                                                |
| Nellie Rosiers         | Echtgenote van Constant Reynaert                                  |
| Günther Lesage         | Gerard Reynaert                                                   |
| Bert Van Tichelen      | Spinel                                                            |
| Janine Bischops        | Leonie                                                            |
| Dirk Roofthooft        | Victor De Jonghe                                                  |
| Wim Danckaert          | Karel Thanghe                                                     |
| Herman Coessens        | Henri Declerck                                                    |
| Alex Wilequet          | dokter Lefèvre                                                    |
| Oswald Maes            | pastoor Gantois                                                   |
| Walter Moeremans       | onderpastoor Pieters                                              |
| Peter Van den Begin    | Koetsier van barones de Halleux                                   |
| Hugo Danckaert         | Alfons Thanghe                                                    |
| Rudi Delhem            | Odiel Cocquyt                                                     |
| Jacky Morel            | wetsdokter Verfaillie                                             |
| Ann Tuts               | Emma Goeghebeur                                                   |
| Antoine Van der Auwera | Jules Ceuppens                                                    |
| Pol Goossen            | rijkswachter                                                      |
| Luk D'Heu              | cafébaas                                                          |
| Donald Madder          | Victor Van Droogenbroeck                                          |
| Nadien Van Vossem      | Cornelia Engels                                                   |
| Gottfried Mehlhorn     | kommandant von Donnersbach                                        |
| Albert Weilgung        | ritmeester von Ansfelden                                          |
| Robert de la Haye      | Duits officier                                                    |
| Frank Van Mossevelde   | Duits officier                                                    |